# Liste der Naturdenkmale in Landscheid
Die Liste der Naturdenkmale in Landscheid nennt die im Gemeindegebiet von Landscheid ausgewiesenen Naturdenkmale (Stand 11. März 2024).

## Naturdenkmale
| Nr.         | Bezeichnung       | Lage                                                        | Beschreibung                 | Bild                                    |
| ----------- | ----------------- | ----------------------------------------------------------- | ---------------------------- | --------------------------------------- |
| ND-7231-504 | Dreiarmige Fichte | Raskop, südlich des Ortes; Flur Landscheider Überbüsch Lage | Picea abies                  | Direkt Bild zu diesem Denkmal hochladen |
| ND-7231-507 | Zirbeseiche       | Niederkail, Peter-Zirbes-Straße, gegenüber Nr. 18 Lage      | Quercus sp.; um 1700 gekeimt | Direkt Bild zu diesem Denkmal hochladen |

## Ehemalige Naturdenkmale
| Nr. | Bezeichnung                | Lage                                                                      | Beschreibung                                                                            | Bild                                    |
| --- | -------------------------- | ------------------------------------------------------------------------- | --------------------------------------------------------------------------------------- | --------------------------------------- |
|     | Traubeneiche               | Burg/Salm, Unter den Eichen, gegenüber Nr. 10 Lage                        | Quercus petraea; aus Gründen der Verkehrssicherung gefällt, Rechtsverordnung aufgehoben | Direkt Bild zu diesem Denkmal hochladen |
|     | Wenzeleiche                | Hof Hau, östlich des Ortes; Abteilung Himmerather Überbüsch Lage          | Quercus sp.; Rechtsverordnung aufgehoben                                                | Direkt Bild zu diesem Denkmal hochladen |
|     | Ringwall Burscheider Mauer | Landscheid, nordwestlich des Ortes; Abteilung Landscheider Überbüsch Lage | latènezeitliche Befestigung; flächenhaftes Naturdenkmal; Rechtsverordnung aufgehoben    | mehr Fotos \| Fotos hochladen           |
|     | Buche                      | Burg/Salm, Zur Heeg, bei Nr. 18 Lage                                      | Fagus sylvatica; Rechtsverordnung aufgehoben                                            | Direkt Bild zu diesem Denkmal hochladen |
|     | Doppelstämmige Buche       | Hof Hau, südöstlich des Ortes; Abteilung Landscheider Überbüsch Lage      | Fagus sylvatica; Rechtsverordnung aufgehoben                                            | Direkt Bild zu diesem Denkmal hochladen |